# Privatdetektiven
Privatdetektiven er en italiensk stumfilm fra 1918 af Roberto Roberti.

## Medvirkende
- Bartolomeo Pagano
- Italia Almirante-Manzini
- Ruggero Capodaglio
- Claudia Zambuto
- Vittorio Rossi Pianelli
- Arnaldo Arnaldi